# 荒野遺孤
荒野遗孤（芬蘭語：Erämaan Viimeinen）是芬兰交响金属乐团夜愿于2007年12月5日发行的单曲。
歌曲乐曲和乐队专辑《Dark Passion Play》中的器乐音乐《Last of the Wilds》相同，但填入了芬兰语歌词并由Indica乐团的Jonsu演唱，歌曲是专辑继《Amaranth》后的第三张单曲。
和早期在单曲《Kuolema Tekee Taiteilijan》一样，单曲没有在芬兰以外发行，并曾登上芬兰榜单首位。在2010年1月20日，德国杂志《Metal Hammer》随杂志独家在德语国家发行了CD，随CD一起的还有两个版本的《Escapist》。歌曲还收录在白金版《Dark Passion Play》中。
《荒野遗孤》并非完全复制《Last of the Wilds》。歌曲有人声与歌词，取消了开头的海浪声，加入了C部的键盘音道并删除了竖琴尾奏。

## 曲目列表
| 标准版 | 标准版                                       | 标准版          | 标准版 |
| 曲序   | 曲目                                         | 词曲            | 时长   |
| ------ | -------------------------------------------- | --------------- | ------ |
| 1.     | Erämaan Viimeinen（feat. Jonsu）             | 托马斯·霍洛帕尼 | 5:11   |
| 2.     | Erämaan Viimeinen（器乐版）                  | 托马斯·霍洛帕尼 | 5:40   |
| 3.     | Escapist（仅限Metal Hammer促销单曲）         | 托马斯·霍洛帕尼 | 4:59   |
| 4.     | Escapist（器乐版，仅限Metal Hammer促销单曲） | 托马斯·霍洛帕尼 | 4:57   |

## 职员
- 托马斯·霍洛派宁 - 键盘
- Erno Vuorinen - 主吉他
- Jukka Nevalainen - 鼓
- Marco Hietala - 贝斯

### 客串
- Jonsu - 演唱
- Troy Donockley - 爱尔兰风笛